# 葉夫根·扎哈羅夫
葉夫根·尤希莫維奇·扎哈羅夫（羅馬化：Yevhen Yukhymovych Zakharov；1952年11月12日—），乌克兰人权活动家和烏克蘭筆會成员。前蘇聯異見人士，烏克蘭赫爾辛基人權聯盟董事会主席、哈尔科夫人权保護小组主任，前烏克蘭最高拉達議員。